# Minicopa Endesa 2017
La 14.ª edición de la Minicopa del Rey de baloncesto se celebró en diferentes recintos de Vitoria del 16 al 19 de febrero de 2017 disputándose la final en el pabellón Fernando Buesa Arena.

## Equipos participantes
Seis de los ocho clasificados lograron su participación en una fase previa disputada en el mes de octubre de 2016 en Madrid (Magariños) y Fuenlabrada (Fernando Martín y Polideportivo El Arroyo), celebrada por segunda edición. En dicha ronda de calificación participaron quince equipos, siendo Fútbol Club Barcelona, Real Betis Energía Plus y Unicaja Rincón Fertilidad consiguieron sus billetes de forma directa y UCAM Murcia Club Baloncesto, Catalana Occident Manresa y Divina Seguros Joventut en las finales entre segundos y terceros clasificados. El Fundación 5+11 Baskonia, equipo anfitrión, se clasifica de forma directa al igual que sucede en la Copa del Rey, de igual manera que el Real Madrid Baloncesto como vigente campeón.
| - UCAM Murcia C. B. - C. B. Málaga - Bàsquet Manresa - F. C. Barcelona - C. B. Sevilla - Joventut Badalona | - Saski Baskonia (anfitrión) - Real Madrid (campeón vigente) |

## Fase de grupos
La fase de grupos fue disputada por ocho equipos divididos en dos grupos de los que salieron los cruces para la fase final eliminatoria de semifinales.

### Grupo A
| Pos. | Equipo          | P.J. | P.G. | P.P. | P.F. | P.C. | Dif. | Pts. | Clas.           |
| ---- | --------------- | ---- | ---- | ---- | ---- | ---- | ---- | ---- | --------------- |
| 1    | F. C. Barcelona | 3    | 3    | 0    | 286  | 212  | +74  | 6    | Semifinales     |
| 2    | Saski Baskonia  | 3    | 2    | 1    | 240  | 267  | -27  | 5    | Semifinales     |
| 3    | Bàsquet Manresa | 3    | 1    | 2    | 211  | 208  | +3   | 4    | Partido 5.º/6.º |
| 4    | C. B. Sevilla   | 3    | 0    | 3    | 162  | 181  | -19  | 3    | Partido 7.º/8.º |

### Grupo B
| Pos. | Equipo            | P.J. | P.G. | P.P. | P.F. | P.C. | Dif. | Pts. | Clas.           |
| ---- | ----------------- | ---- | ---- | ---- | ---- | ---- | ---- | ---- | --------------- |
| 1    | Real Madrid       | 3    | 3    | 0    | 261  | 181  | +80  | 6    | Semifinales     |
| 2    | C. B. Málaga      | 3    | 2    | 1    | 218  | 211  | +7   | 5    | Semifinales     |
| 3    | Joventut Badalona | 3    | 1    | 2    | 206  | 214  | -8   | 4    | Partido 5.º/6.º |
| 4    | UCAM Murcia C. B. | 3    | 0    | 3    | 164  | 243  | -79  | 3    | Partido 7.º/8.º |

## Fase final
|  | Semifinales     | Semifinales   |    |                 | Final                               | Final |  |
|  |                 |               |    |                 |                                     |       |  |
|  |                 |               |    |                 |                                     |       |  |
|  | 18 de febrero   |               |    |                 |                                     |       |  |
|  | F. C. Barcelona | 69            |    |                 |                                     |       |  |
|  | C. B. Málaga    | 79            |    |                 |                                     |       |  |
|  |                 |               |    |                 |                                     |       |  |
|  |                 |               |    |                 | 19 de febrero, Fernando Buesa Arena |       |  |
|  |                 |               |    |                 | C. B. Málaga                        | 64    |  |
|  |                 | Real Madrid   | 85 |                 |                                     |       |  |
|  |                 |               |    |                 |                                     |       |  |
|  |                 |               |    |                 |                                     |       |  |
|  |                 |               |    |                 | Tercer lugar                        |       |  |
|  | 18 de febrero   | 18 de febrero |    | 19 de febrero   | 19 de febrero                       |       |  |
|  | Real Madrid     | 94            |    | F. C. Barcelona | 83                                  |       |  |
|  | Saski Baskonia  | 62            |    |                 | Saski Baskonia                      | 56    |  |

### Enfrentamientos del quinto al octavo
En los partidos para dilucidar los puestos del quinto al octavo, el C. B. Murcia UCAM se impuso al C. B. Sevilla por 70-69 para finalizar séptimo, mientras que el Joventut Badalona venció por 73-67 a los pupilos del Bàsquet Manresa para terminar como quinto mejor equipo.

### Final
| 19 de febrero de 2017 --:-- (CET) | C. B. Málaga                          | 64–85           | Real Madrid  | Vitoria |  |
|                                   | Parciales: 25-16, 10-21, 13-22, 16-26 |                 |              | |  |
|                                   | Estadísticas                          | Reporte Pts Reb | Estadísticas | Pabellón: Fernando Buesa Arena Árbitros: Fernando Calatrava Cuevas Sergio Manuel Rodríguez Mikel Uriarte Televisión: |  |

| Iniciales:                      | Iniciales: | Iniciales:          | Pts. | Reb. | Ast. | Val. |
| ------------------------------- | ---------- | ------------------- | ---- | ---- | ---- | ---- |
| B                               | 4          | Juanjo Castro       | 0    | 0    | 0    | 0    |
| E                               | 5          | Marcos Balmori      | 0    | 0    | 0    | 0    |
| A                               | 9          | Rubén Domínguez (C) | 0    | 0    | 0    | 0    |
| AP                              | 10         | Iván Ruiz           | 0    | 0    | 0    | 0    |
| P                               | 15         | Pablo León          | 0    | 0    | 0    | 0    |
| Sustitutos:                     |            |                     |      |      |      |      |
| B                               | 6          | Nombre del juagdor  | 0    | 0    | 0    | 0    |
| E                               | 7          | Nombre del juagdor  | 0    | 0    | 0    | 0    |
| A                               | 8          | Nombre del juagdor  | 0    | 0    | 0    | 0    |
| AP                              | 9          | Nombre del juagdor  | 0    | 0    | 0    | 0    |
| P                               | 10         | Nombre del juagdor  | 0    | 0    | 0    | 0    |
| AP                              | 11         | Nombre del juagdor  | 0    | 0    | 0    | 0    |
| P                               | 12         | Nombre del juagdor  | 0    | 0    | 0    | 0    |
| Equipo                          | Equipo     | Equipo              | 0    | 0    | 0    | 0    |
| TOTAL                           | TOTAL      | TOTAL               | 0    | 0    | 0    | 0    |
| Entrenador principal:           |            |                     |      |      |      |      |
| Nombre del entrenador principal |            |                     |      |      |      |      |

| Por definir | Por definir |

| Iniciales:                      | Iniciales: | Iniciales:            | Pts. | Reb. | Ast. | Val. |
| ------------------------------- | ---------- | --------------------- | ---- | ---- | ---- | ---- |
| B                               | 11         | Dani Bernabéu         | 0    | 0    | 0    | 0    |
| E                               | 6          | Eshete Calvo          | 0    | 0    | 0    | 0    |
| A                               | 6          | Diego Maganto         | 0    | 0    | 0    | 0    |
| AP                              | 13         | Konstantin Kostadinov | 0    | 0    | 0    | 0    |
| P                               | 17         | Owen Aquino           | 0    | 0    | 0    | 0    |
| Sustitutos:                     |            |                       |      |      |      |      |
| B                               | 6          | Nombre del juagdor    | 0    | 0    | 0    | 0    |
| E                               | 7          | Nombre del juagdor    | 0    | 0    | 0    | 0    |
| A                               | 8          | Nombre del juagdor    | 0    | 0    | 0    | 0    |
| AP                              | 9          | Nombre del juagdor    | 0    | 0    | 0    | 0    |
| P                               | 10         | Nombre del juagdor    | 0    | 0    | 0    | 0    |
| AP                              | 11         | Nombre del juagdor    | 0    | 0    | 0    | 0    |
| P                               | 12         | Nombre del juagdor    | 0    | 0    | 0    | 0    |
| Equipo                          | Equipo     | Equipo                | 0    | 0    | 0    | 0    |
| TOTAL                           | TOTAL      | TOTAL                 | 0    | 0    | 0    | 0    |
| Entrenador principal:           |            |                       |      |      |      |      |
| Nombre del entrenador principal |            |                       |      |      |      |      |

| Campeones de la Minicopa del Rey 2017 |
| ------------------------------------- |
| Bandera de la Comunidad de Madrid     |
| Real Madrid 5.º título                |